# 谷岡理香
谷岡理香（たにおか りか）は日本のメディア学者。元フリーアナウンサー。東海大学文化社会学部広報メディア学科教授。専門はジェンダーとメディア。

## 人物
青山学院大学文学部英米文学科卒業後、テレビ高知アナウンサーを経て上京。NHKラジオ第1放送「NHKジャーナル」、東京メトロポリタンテレビジョン「東京NEWS」キャスターなど、フリーアナウンサーとして活動。武蔵大学大学院人文科学研究科博士後期課程満期退学後、2003年より東海大学教員となる。
東海大学では女性の社会参加（ジェンダー問題）や、アナウンサーとしての経験を生かし、メディア論についての研究に積極的に取り組んでいる。
2014年8月より、ラヂオきしわだ他、全国コミュニティーFMラジオで放送している「ラジオフォーラム」のパーソナリティーとなる。

## 著書
- 「キーワードで読み解く現代のジャーナリズム」（共著、大月書店、2005年）
- 「放送ウーマンのいま -厳しくて面白いこの世界-」（共著、ドメス出版、2011年）
- 「テレビ報道色のワークライフアンバランス-13局・男女30人の聞き取り調査から-」（林香里、谷岡理香編著、大月書店、2013年）